# Système éducatif en république démocratique du Congo
 (juin 2017).
Si vous disposez d'ouvrages ou d'articles de référence ou si vous connaissez des sites web de qualité traitant du thème abordé ici, merci de compléter l'article en donnant les références utiles à sa vérifiabilité et en les liant à la section « Notes et références ».
Le système éducatif en république démocratique du Congo est placé sous la tutelle de trois ministères : le ministère de l'Enseignement primaire, secondaire et technique (MEPST), le ministère de l'Enseignement supérieur et universitaire (MESU), et le ministère ministère des Affaires sociales, action humanitaire et solidarité nationale (MAS).

## Historique
L'enseignement au Congo belge était semblable à l'enseignement officiel de Belgique. Les six premières années sont appelées « primaires » (6 à 12 ans). Le cycle « secondaire » se divise en deux : d'abord, deux années de cycle d'orientation, puis quatre années de cycle secondaire appelé aussi Humanités. Le cycle secondaire offre plusieurs orientations, à savoir : humanités pédagogiques (psychologie, pédagogie), les humanités littéraires (latin, grec, mathématiques), humanités scientifiques (biologie, chimie, mathématiques, et physique), les humanités commerciales (sciences commerciales et administratives), les humanités techniques (mécanique générale, électronique, électricité, arts et métiers), les humanités professionnelles, 3 ans après le cycle d'orientation (mécanique auto, électricité, techniques commerciales, accoucheuses, aides-soignantes, coupe et couture…). Un diplôme sanctionne la fin de cycle de trois ans des humanités professionnelles. Le terme des six années secondaires est sanctionné par un diplôme d'État d'études secondaires, après avoir passé un examen d'admission portant sur la capacité d'entreprendre les études choisies (examen d'État). Le diplôme d'État offre le choix d'accéder aux études supérieures (enseignement non universitaire : entre 2 et 6 ans dont un an de classe préparatoire), ou aux études « universitaires » (2 années de candidature, trois et plus d'années de licence, suivies d'un doctorat. 
Malgré le fait que le financement public de l’éducation s'est effondré dès 1985, le système éducatif congolais a continué à se développer, et ce grâce au financement direct des ménages.
En 2002, le pays compte près de 19 100 écoles primaires avec 159000 enseignants pour plus de 5,47 millions d’élèves et près de 8 000 écoles secondaires avec 108 000 enseignants pour 1,6 million d’élèves. La même année, l’enseignement supérieur comptait près 326 établissements pour 200 000 étudiants.
Le taux de scolarité est de 70 % en milieu urbain et 48 % en milieu rural.

## Niveaux d'enseignement (cycles)

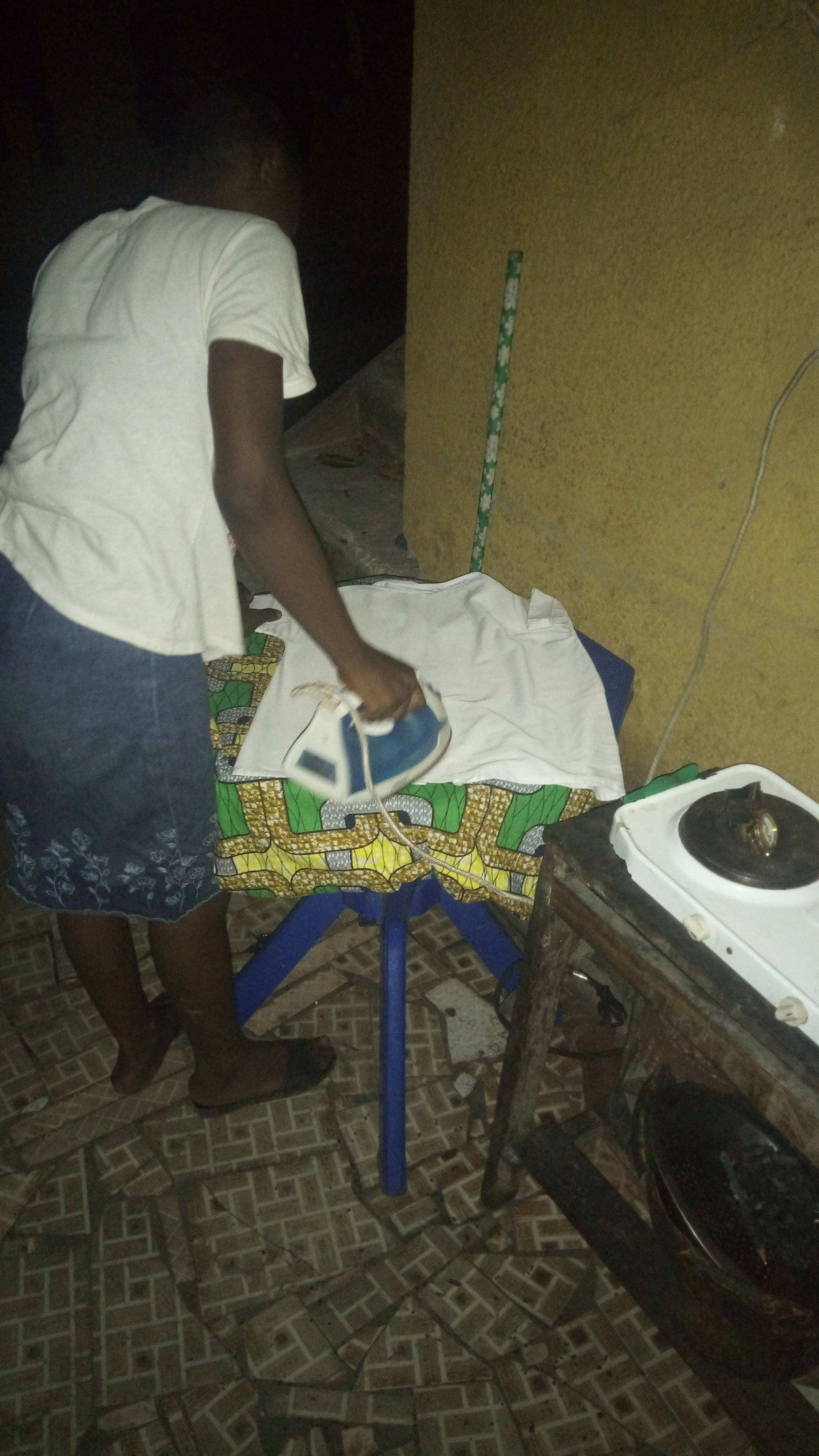
Une élève repassant son uniforme pour le lendemain.

Le système d'enseignement de la république démocratique du Congo propose les diplômes suivants :
- à l'école primaire et à l'école secondaire (Cycle Terminal de l'Éducation de Base (CTEB :2 ans) et humanités) :
  - Certificat d'études primaires (CEP) : 6 ans d'éducation de base
  - Certificat de Fin d'Éducation de base - TENASOSP : 2 ans de secondaire (CTEB)
  - Diplôme d'État : 4 ans d'école secondaire (humanités).

- Enseignement supérieur et recherche :
  - Graduat : 3 ans d'université
  - Licence : 2 ans d'université (après le Graduat)
  - DEA : 2 ans (après certains nombres de critères)
  - Doctorat

Il n'existe pas de système juridique d'équivalence entre les diplômes français et les diplômes obtenus à l'étranger. Il n'est donc pas possible d'affirmer ce à quoi correspondent les diplômes de République Démocratique du Congo, dans le système français. Un organisme public, ENIC-NARIC, délivre des attestations de comparabilité. Les critères pris en compte ne se limitent pas au nombre d'années d'études. À noter, ces attestations n'ont pas de caractère obligatoire, la décision de reconnaître ou non un diplôme revient aux universités.
À titre purement indicatif, voici un système de comparaison entre les dénominations congolaises et celles du système éducatif français :
- Le diplôme d'État serait l’équivalent du baccalauréat en France. Il sanctionne six années d’études de second degré au collège et lycée, après l'obtention du Certificat d’études primaires (CEP).
- Le diplôme de graduat équivaudrait à la licence française. Le graduat sanctionne la réussite aux trois premières années d’études supérieures. Les graduats obtenus dans les écoles supérieures ont une orientation technique mais conservent la durée de trois ans ; leur orientation technique permet d’avoir la connaissance suffisante pour être directement opérationnel dans le milieu professionnel.
- Le diplôme de licence équivaudrait au master français (quoiqu'il soit aussi possible de le faire correspondre uniquement avec un niveau de master M1). Le diplôme sanctionne la réussite à cinq années d’études supérieures, c'est-à-dire trois années de graduat, plus deux années de licences.

Au Congo-Kinshasa, la durée du cycle universitaire total est de cinq ans, sans compter une année préparatoire préalable demandée dans certaines filières. La durée d'étude pour la Faculté de médecine est d'au moins 7 ans.
Malgré des multiples réformes, l'enseignement supérieur est imprégné par le schéma européen. À titre illustratif, les titres dans le corps professoral universitaire et supérieur sont similaires : Professeur (ordinaire, visiteur, associé, émérite), Chef de travaux, Assistant de premier mandat et de deuxième mandat, Recteur (de l'université), Doyen (de la faculté) et Directeur général (de l'Institut supérieur).[réf. souhaitée]

## Enseignement supérieur
La république démocratique du Congo compte plus de 600 universités et/ou instituts d'enseignement supérieur, en 2011.